# Monorfalva község
Monorfalva község (románul: Comuna Monor) község Beszterce-Naszód megyében, Romániában. Központja Monorfalva, hozzá tartozik Gledény.

## Népessége
A 2011-es népszámlálás adatai alapján a község népessége 1390 fő volt.

## Látnivalók, turizmus
A község területén áthalad a 2018-ban létrehozott Via Transilvanica hosszútávú turistaút Felföld (Ținutul de Sus) nevű szakasza.